# Verwaltungsgliederung der Oblast Twer

Karte der Verwaltungsgliederung (nur Rajons mit Lage der Verwaltungssitze, Nummern in der ersten Tabellenspalte)

Die Oblast Twer im Föderationskreis Zentralrussland der Russischen Föderation gliedert sich in 36 Rajons und 7 Stadtkreise (Stand 2014).
Zwei der Stadtkreise haben den Status von SATO, die geschlossenen Siedlungen Osjorny und Solnetschny. Die Rajons unterteilen sich in insgesamt 44 Stadtgemeinden (gorodskoje posselenije) und 313 Landgemeinden (selskoje posselenije).

## Stadtkreise
| Nr. | Stadtkreis         | Einwohner | Fläche (km²) | Bevölkerungs- dichte (Ew./km²) |
| --- | ------------------ | --------- | ------------ | ------------------------------ |
| 14  | Kimry              | 49.628    | 46,29        | 1.072                          |
| 4   | Osjorny            | 10.882    | 232,44       | 47                             |
| 27  | Rschew             | 61.982    | 56,18        | 1.103                          |
| 24  | Solnetschny        | 2.242     | 3,14         | 714                            |
| 33  | Torschok           | 47.644    | 58,52        | 814                            |
| 10  | Twer               | 403.606   | 152,22       | 2.651                          |
| 6   | Wyschni Wolotschok | 52.370    | 54           | 970                            |

Die Stadtkreise umfassen jeweils nur eine Ortschaft, die namensgebende Stadt oder Siedlung städtischen Typs.

## Rajons
| [ 6 ] | Rajon          | Einwohner | Fläche (km²) | Bevölkerungs- dichte (Ew./km²) | Stadt- bevölkerung | Land- bevölkerung | Verwaltungssitz    | Gemeindesitze | Anzahl Stadtgemeinden | Anzahl Landgemeinden |
| ----- | -------------- | --------- | ------------ | ------------------------------ | ------------------ | ----------------- | ------------------ | --- | --------------------- | -------------------- |
| 1     | Andreapolski   | 13.756    | 3.050,86     | 4,5                            | 8.286              | 5.470             | Andreapol          | Stadt: Andreapol Land: Aksjonowo, Bologowo, Chotilizy, Imenije, Lugi, Toropaza, Wolok | 1                     | 7                    |
| 3     | Belski         | 6.582     | 2.135        | 3,1                            | 3.772              | 2.810             | Bely               | Stadt: Bely Land: Budino, Demjachi, Jegorje, Kawelschtschino, Prigorodny, Werchowje | 1                     | 6                    |
| 2     | Beschezki      | 36.701    | 2.826,86     | 13                             | 24.522             | 12.179            | Beschezk           | Stadt: Beschezk Land: Borok Suleschski, Filippkowo, Fralewo, Gorodischtschi, Lapticha, Michailowa Gora, Morkiny Gory, Poretschje, Schischkowo-Dubrowo, Schitischtschi, Soby, Sukromny, Wassjukowo                                                          | 1                     | 13                   |
| 4     | Bologowski     | 38.557    | 2.398,64     | 16                             | 26.328             | 12.229            | Bologoje           | Stadt: Bologoje, Kuschenkino Land: Beresaika, Berjosowski Rjadok, Gusjatino, Kemzy, Kuschenkino, Lykoschino, Saborki, Timkowo, Wypolsowo | 2                     | 9                    |
| 36    | Firowski       | 9.396     | 1.760,5      | 5,3                            | 4.706              | 4.690             | Firowo             | Stadt: Firowo, Welikooktjabrski Land: Firowo, Roschdestwo, Welikooktjabrski | 2                     | 3                    |
| 10    | Kalininski     | 52.047    | 4.158,21     | 13                             | 5.044              | 47.003            | Twer               | Stadt: Orscha, Suchowerkowo, Wassiljewski Moch Land: Awwakumowo, Buraschewo, Emmauss, Kablukowo, Krasnaja Gora, Kulizkaja, Kwakschino, Mednoje, Michailowskoje, Nikulino, Sawolschski, Schtscherbinino, Slawnoje, Tschernogubowo, Turginowo                | 3                     | 15                   |
| 11    | Kaljasinski    | 21.688    | 1.671,05     | 13                             | 13.867             | 7.821             | Kaljasin           | Stadt: Kaljasin Land: Alfjorowo, Nerl, Semendjajewo, Starobislowo | 1                     | 4                    |
| 12    | Kaschinski     | 27.410    | 1.975,32     | 14                             | 16.171             | 11.239            | Kaschin            | Stadt: Kaschin Land: Barykowo, Bulatowo, Dawydowo, Farafonowka, Karabusino, Pestrikowo, Pissjakowka, Schepeli, Slawkowo, Unizy, Werchnjaja Troiza | 1                     | 11                   |
| 13    | Kessowogorski  | 8.199     | 962,22       | 8,5                            | 3.877              | 4.322             | Kessowa Gora       | Stadt: Kessowa Gora Land: Fenewo, Jelissejewo, Kessowa Gora, Liskowo, Nikolskoje, Strelicha | 1                     | 6                    |
| 14    | Kimrski        | 13.190    | 2.513,75     | 5,2                            | 2.432              | 10.758            | Kimry              | Stadt: Bely Gorodok Land: Bykowo, Fjodorowka, Gorizy, Iljinskoje, Krasnoje, Maloje Wassilewo, Nekljudowo, Petschetowo, Priwolschski, Stojanzy, Titowo, Ustinowo, Zentralny                                                                                 | 1                     | 13                   |
| 15    | Konakowski     | 87.125    | 2.114,67     | 41                             | 67.663             | 19.462            | Konakowo           | Stadt: Isoplit, Konakowo, Koslowo, Nowosawidowski, Radtschenko, Redkino Land: Dmitrowa Gora, Gorodnja, Jurjewo-Dewitschje, Koslowo, Mokschino, Perwoje Maja, Rutschji, Selichowo, Staroje Melkowo, Wachonino                                               | 6                     | 10                   |
| 16    | Krasnocholmski | 11.835    | 1.497,51     | 7,9                            | 5.608              | 6.227             | Krasny Cholm       | Stadt: Krasny Cholm Land: Barbino, Bolschoje Ragosino, Glebeni, Lichatschewo, Martynowo, Niwy, Uljanino, Utechowo, Wyssokuscha | 1                     | 9                    |
| 17    | Kuwschinowski  | 15.386    | 1.874,34     | 8,2                            | 10.007             | 5.379             | Kuwschinowo        | Stadt: Kuwschinowo Land: Bolschoi Borok, Bolschoje Kusnetschkowo, Borsyni, Mogiljowka, Pen, Pretschisto-Kamenka, Prjamuchino, Ranzewo, Saowraschje, Sokolniki, Tyssjazkoje, Wassilkowo                                                                     | 1                     | 12                   |
| 18    | Lesnoi         | 5.252     | 1.632,99     | 3,2                            |                    | 5.252             | Lesnoje            | Land: Lesnoje, Medwedkowo, Sorogoschskoje |                       | 4                    |
| 19    | Lichoslawlski  | 28.492    | 1.781,36     | 16                             | 17.258             | 11.234            | Lichoslawl         | Stadt: Kalaschnikowo, Lichoslawl Land: Baranowka, Iljinskoje, Kawa, Krjutschkowo, Mikschino, Perwitino, Sosnowizy, Stan, Tolmatschi, Weski | 2                     | 10                   |
| 20    | Maksatichinski | 16.723    | 2.766,16     | 6                              | 8.744              | 7.979             | Maksaticha         | Stadt: Maksaticha Land: Budjonowka, Kamenka, Kostrezy, Malyschewo, Paltschicha, Riwizki, Rutschki, Rybinskoje Sarutschje, Saretschje, Selzy, Trestna, Truschenik                                                                                           | 1                     | 12                   |
| 21    | Molokowski     | 5.235     | 1.179,98     | 4,4                            | 2.331              | 2.904             | Molokowo           | Stadt: Molokowo Land: Achmatowo, Deledino, Molokowo, Obrossowo, Tscherkassowo | 1                     | 5                    |
| 22    | Nelidowski     | 30.731    | 2.612,23     | 12                             | 22.896             | 7.835             | Nelidowo           | Stadt: Nelidowo Land: Nelidowo, Nowosjolki, Sely, Semzy, Wyssokoje | 1                     | 5                    |
| 23    | Oleninski      | 12.675    | 2.675,02     | 4,7                            | 4.918              | 7.757             | Olenino            | Stadt: Olenino Land: Cholmez, Glaski, Grischino, Gussewo, Mirny, Molodoi Tud | 1                     | 6                    |
| 24    | Ostaschkowski  | 23.761    | 3.198,67     | 7,4                            | 18.088             | 5.673             | Ostaschkow         | Stadt: Ostaschkow Land: Chitino, Moschenka, Saborje, Salutschje, Samoschje, Schdanowo, Schtschutschje, Sigowka, Soroga, Swapuschtsche, Swjatoje | 1                     | 11                   |
| 25    | Penowski       | 6.864     | 2.385        | 2,9                            | 4.220              | 2.644             | Peno               | Stadt: Peno Land: Ochwat, Runski, Sabelino, Sajewo, Serjodka, Woroschilowo | 1                     | 6                    |
| 26    | Rameschkowski  | 14.988    | 2.510        | 6                              | 4.318              | 10.670            | Rameschki          | Stadt: Rameschki Land: Aljoschino, Ilgoschtschi, Kiweritschi, Kuschalino, Nekrassowo, Nikolskoje, Saklinje, Sastolbje, Wednoje, Wyssokowo | 1                     | 10                   |
| 27    | Rschewski      | 12.480    | 2.747,39     | 4,5                            |                    | 12.480            | Rschew             | Land: Choroschewo, Itomlja, Jessinka, Medwedewo, Pobeda, Scholochowo, Tschertolino, Uspenskoje |                       | 8                    |
| 28    | Sandowski      | 6.811     | 1.602,84     | 4,2                            | 3.507              | 3.304             | Sandowo            | Stadt: Sandowo Land: Bolschoje Malinskoje, Lukino, Soboliny, Staroje Sandowo, Toporowo | 1                     | 5                    |
| 8     | Sapadnodwinski | 16.018    | 2.815,87     | 5,7                            | 11.373             | 4.645             | Sapadnaja Dwina    | Stadt: Sapadnaja Dwina, Staraja Toropa Land: Benzy, Iljino, Sewostjanowo, Staraja Toropa, Welessa | 2                     | 5                    |
| 7     | Scharkowski    | 6.132     | 1.625,49     | 3,8                            | 4.014              | 2.118             | Scharkowski        | Stadt: Scharkowski Land: Korolewschtschina, Nowosjolki, Schtschutschje, Selenkowo, Troizkoje | 1                     | 5                    |
| 29    | Selischarowski | 12.722    | 3.098,4      | 4,1                            | 6.725              | 5.997             | Selischarowo       | Stadt: Selischarowo Land: Beresug, Bolschaja Koscha, Dmitrowo, Jelzy, Larionowo, Maksimkowo, Okowzy, Sacharowo, Schuwajewo, Selischtsche, Talzy | 1                     | 11                   |
| 30    | Sonkowski      | 8.553     | 970,28       | 8,8                            | 4.164              | 4.389             | Sonkowo            | Stadt: Sonkowo Land: Beljanizy, Gladyschewo, Gorka, Grigorkowo, Koi, Petrowskoje, Pischtschalkino | 1                     | 7                    |
| 31    | Spirowski      | 12.203    | 1.514,5      | 8,1                            | 6.267              | 5.936             | Spirowo            | Stadt: Spirowo Land: Koslowo, Krasnoje Snamja, Penkowo, Wydropuschsk | 1                     | 4                    |
| 32    | Starizki       | 24.056    | 3.005        | 8                              | 8.607              | 15.449            | Stariza            | Stadt: Stariza Land: Archangelskoje, Bernowo, Jemeljanowo, Lukownikowo, Nowo-Jamskaja, Pankowo, Stariza, Stepurino | 1                     | 8                    |
| 9     | Subzowski      | 17.216    | 2.166,5      | 7,9                            | 6.927              | 10.289            | Subzow             | Stadt: Subzow Land: Doroschajewo, Knjaschji Gory, Pogoreloje Gorodischtsche, Stolipino, Subzow, Uljanowo | 1                     | 7                    |
| 34    | Toropezki      | 20.526    | 3.372,72     | 6,1                            | 13.015             | 7.511             | Torschok           | Stadt: Toropez Land: Nagowje, Nowo-Troizkoje, Oserez, Ploskosch, Podgorodneje, Ponisowje, Poschnja, Retschane, Skworzowo, Uwarowo, Wolok | 1                     | 11                   |
| 33    | Torschokski    | 22.534    | 3.128,1      | 7,2                            |                    | 22.534            | Toropez            | Land: Bogatkowo, Bolschoje Petrowo, Bolschoje Swjatzowo, Boriszewo, Budowo, Grusiny, Jakonowo, Klokowo, Ladjino, Marjino, Maslowo, Mirny, Moschki, Nikolskoje, Ostaschkowo, Pirogowo, Rudnikowo, Straschewitschi, Sukromlja, Tredubje, Twerezki, Wyssokoje |                       | 22                   |
| 35    | Udomelski      | 40.292    | 2.476,26     | 16                             | 31.061             | 9.231             | Udomlja            | Stadt: Udomlja Land: Brussowo, Jeremkowo, Kopatschowo, Kotlowan, Kurowo, Moldino, Msta, Popowo, Poroschki, Rjad, Udomlja, Wyskodnja | 1                     | 12                   |
| 5     | Wessjegonski   | 13.481    | 2.047,26     | 6,6                            | 7.329              | 6.152             | Wessjegonsk        | Stadt: Wessjegonsk Land: Iwanowo, Jogna, Kesma, Ljubegoschtschi, Pronino, Romanowskoje, Tschamerowo | 1                     | 7                    |
| 6     | Wyschnewolozki | 25.421    | 3.389,14     | 7,5                            | 5.007              | 20.414            | Wyschni Wolotschok | Stadt: Krasnomaiski Land: Afimjino, Borissowski, Djatlowo, Gornjak, Jessenowitschi, Knjaschtschiny, Kolomno, Luschnikowo, Owsischtsche, Sadowy, Selenogorski, Solnetschny, Soroki, Terelessowski                                                           | 1                     | 14                   |